# 松本璃奈 (バンドマン)
松本 璃奈（まつもと りな、2001年2月2日 - ）は、日本の女性バンドマン、新ガールズバンドプロジェクト「GЯeeD」の発起人である。
元ザ・コインロッカーズのメンバーである。身長157cm。

## 略歴
2018年12月 - 2021年12月、ザ・コインロッカーズメンバーとして活動（うち、2019年10月18日 - 2021年7月29日はキャプテン）。
2021年4月、TikTok・YouTubeにてソロ活動スタート。
2021年4月、髙橋美紗稀、古城康行、門田陽平らと共に新ガールズバンド結成プロジェクト始動。
2021年4月 - 同年5月、「新ガールズバンド結成プロジェクト」クラウドファンディング実施。目標金額1,500,000円に対し、支援総額2,235,000円（達成率149%）にて終了。

## バンド歴
- ザ・コインロッカーズ（2018年 - 2021年）
- GЯeeD（2022年 - 2023年）
- はちみつコーヒー座（2024年 - ）